# Itaru Hinoue
Itaru Hinoue (樋上 いたる, Hinoue Itaru, nascida em 1 de março) é um pseudônimo de uma artista japonesa de Osaka, Japão, que é um membro fundador da marca de romance visual Key sob a VisualArt's. A escolha do pseudônimo de Hinoue vem do mangá C de Shō Kitagawa; a protagonista no mangá era chamada Itaru Amano (天野 格, Amano Itaru). Antes de fundar a Key, Hinoue trabalhou para a empresa Tactics, onde teve participação na criação de três jogos para aquela empresa, Dōsei, Moon. e One: Kagayaku Kisetsu e. Após fundar a Key, Hinoue ficou conhecida por seu trabalho em títulos como Kanon, Air, Clannad. Seu círculo de dōjinshi é conhecido como "Soldier Frog". Em setembro de 2016, Hinoue renunciou à Key e à VisualArt's.

## Carreira
Hinoue ingressou numa escola profissionalizante para se tornar uma artista profissional devido à influência do popular romance visual para adultos Dōkyūsei da ELF. Seu primeiro trabalho em um romance visual foi como uma dos vários artistas de Tamago Ryōri, de Bon Bin Pompon, em 1996, mas logo depois transferiu-se para a empresa de software Tactics, sob a editora Nexton. Lá, ela foi a diretora de arte de três jogos: Dōsei, Moon. e One: Kagayaku Kisetsu e. Após a conclusão de One, Hinoue e grande parte da equipe que trabalhou em ambos Moon e One, incluindo Jun Maeda, Shinji Orito, Naoki Hisaya e OdiakeS, deixaram a Tactics para trabalhar sob a empresa de publicação de jogos eletrônicos VisualArt's, onde fundaram a empresa Key. Na Key, Hinoue foi a única diretora de arte para seus primeiros três títulos, Kanon, Air, Clannad, mas não contribuiu para os dois jogos que se seguiram, Planetarian: The Reverie of a Little Planet e Tomoyo After: It's a Wonderful Life.
Para os jogos Little Busters!, Little Busters! Ecstasy e Kud Wafter da Key, Hinoue compartilhou o cargo de diretora de arte com o colega artista Na-Ga, embora Na-Ga tenha fornecido a maior parte da arte para os personagens. Fora da Key em 2006, Hinoue foi a diretora de arte do romance visual yaoi Bokura wa Minna, Koi o suru, da empresa Pekoe, também sob a VisualArt's. Em 2007, Hinoue forneceu o design do uniforme e um dos cinco designs de personagens em uma série de CD drama adulto moe de cinco partes chamada School Heart's, produzida pela Mana, uma marca sob a VisualArt's. Entre dezembro de 2007 e agosto de 2010, Hinoue foi uma das três personalidades (os outros sendo Shinji Orito e outra mulher chamada Chiro da Pekoe) em um programa de web rádio patrocinado pela Key em relação à marca chamada Key Net Radio. Hinoue trabalhou no nono jogo da Key, Rewrite, liderando o planejamento do projeto e atuando como a única diretora de arte e designer de personagens. Hinoue também foi a única diretora de arte e designer de personagens para os jogos da Key Rewrite Harvest festa! em 2012 e Harmonia em 2016, que foi sua última contribuição com a Key antes de renunciar à VisualArt's em setembro de 2016.

## Estilo de arte e recepção
Itaru Hinoue possui um estilo de arte de personagens distinto que evoluiu ao longo dos anos, mas ainda há consistências em seu estilo artístico. Seus personagens têm narizes e bocas muito pequenos, colocados em proximidade um do outro, o que deixa uma separação anormalmente grande entre a boca e a parte inferior do queixo. Em contraste, ela desenha os olhos relativamente grandes e espaçados entre si. Os membros de seus personagens são representados como longos e estreitos, juntamente com um torso longo. Essas características recorrentes de sua arte são chamadas por seus fãs japoneses de Itaru-e (いたる絵, que significa "desenhos de Itaru"). Ela é habilidosa em preservar a descrição psicológica de seus personagens por meio de suas expressões faciais. Seu estilo de desenhar conteúdo erótico também é visto como distinto. Como visto com sua arte a partir de 2006, como em Little Busters!, grande parte de seu estilo distinto pelo qual ela se tornou conhecida geralmente foi omitida ou aprimorada.
Pouco antes do lançamento de Clannad, duas ilustrações autografadas por Hinoue foram colocadas no site japonês de leilões Yahoo! Auctions em abril de 2004; os lances para os desenhos começaram em 1 iene. Um dos desenhos recebeu lances de quarenta e oito pessoas e foi vendido por 479 mil ienes, enquanto o segundo desenho recebeu lances de 113 pessoas e foi vendido por 531 mil ienes. Uma camiseta autografada apresentando uma ilustração de Hinoue de Yuiko Kurugaya de Little Busters! foi colocada no Yahoo! Auctions em março de 2009; os lances para a camiseta começaram em 10 ienes. A camiseta recebeu lances de mais de 68 pessoas e foi vendida por 1,3 milhões de ienes. A camiseta foi originalmente lançada no Key 10th Memorial Fes, um evento realizado em comemoração ao décimo aniversário da Key entre 28 de fevereiro e 1 de março de 2009.
Hinoue foi uma dos vários artistas proeminentes que ilustraram uma pin-up para o mangá Kannagi. A pin-up, lançado no terceiro volume, foi desenhado em colaboração com a autora do mangá, Eri Takenashi. Hinoue também forneceu uma imagem estática utilizada no episódio quatro da adaptação para anime de Kannagi como ilustração de finalização.
Um livro de artista intitulado White Clover: Itaru Hinoue Art Works, apresentando ilustrações de Hinoue, foi lançado em 28 de fevereiro de 2009 como uma edição limitada pela Key no Key 10th Memorial Fes. O livro foi o item mais caro vendido no evento e contém mais de 170 ilustrações, principalmente de heroínas apresentadas nos novels visuais da Key, mas também inclui outros trabalhos de Hinoue, como One: Kagayaku Kisetsu e. Após o lançamento, foi descoberto que havia alguns problemas com alguns dos livros, como páginas faltando ou fora de ordem, ou pequenas manchas escuras em algumas das ilustrações. O livro de arte foi lançado para venda geral em 26 de junho de 2009 e apresenta uma capa diferente.

## Ligações Externas
- «Website oficial de Itaru Hinoue» (em japonês)
- Itaru Hinoue  na enciclopédia do Anime News Network (em inglês)